# 拉多韋利
51°8′56″N 27°50′8″E / 51.14889°N 27.83556°E
拉多韋利（烏克蘭語：Радовель），是烏克蘭北部的村莊，隸屬日托米爾州的科羅斯滕區。該村始建於1545年，面積3.81平方公里，海拔高度192米，2001年人口1,380，人口密度每平方公里362.2人。